# Australia de Vest
Australia de Vest (în engleză Western Australia) este cel mai mare stat australian, după teritoriu, și al patrulea după populație. Acest stat are a doua cea mai mică densitate, după Teritoriul de Nord. Se învecinează cu Teritoriul de Nord și Australia de Sud la est. Capitala sa este Perth, unde este concentrată 70% din populația Australiei de Vest.

## Geografie
Podisul Australiei de vest 

## Populații
Recensământul din 2016 a stabilit ca 3,1% (75.978 de oameni) din totalul populației acestui stat sunt aborigeni, cei mai mulți din restul fiind, la origini, europeni și din fostele colonii britanice. Același recensământ a stabilit că 75,2% din cetățeni au, ca limbă maternă, engleza. 55,5% s-au declarat creștini și 32,5% atei. Dintre creștini, 21,4% au răspuns că sunt catolici și 14,3% anglicani.   

## Clima
Țărmul de S-V are climă mediteraneană. Cantitatea anuală medie de ploi e variată, de la 300 mm la marginea regiunii Wheatbelt la 1.400 mm în zonele cele mai umede de lângă Northcliffe; însă, din noiembrie până în martie, se evaporă mai mult decât plouă și, în general, aerul e foarte uscat. 
2/3 din partea centrală a statului sunt aride. Cantitatea anuală medie de ploi e mai mică de 300 mm, cea mai mare parte a umidității luând forma de ruperi de nori sporadice, când vara vin ciclonii. Regiunile tropicale nordice sunt excepția. Zona Kimberley beneficiază de climă musonică foarte caldă, cantitatea anuală medie de ploi variind de la 500 la 1.500 mm, dar din aprilie până în noiembrie e sezonul uscat. 
Ninge rar aici, de obicei având loc numai în Munții Stirling, de lângă Albany, acesta fiind singurul lanț muntos care e situat mult la miazăzi și suficient de înalt. Mult mai rar e când ninge în apropiere de Munții Porongurup. E neobișnuit și extraordinar să fulguiască în altă parte decât în zonele deja arătate; așa ceva se petrece de obicei în zonele deluroase din sud-vestul Australiei. Ninsoarea a învelit o suprafață întinsă la 26 iunie 1956, acoperind Perth Hills, până la Wongan Hills, la miazănoapte, și până la Salmon Gums, la răsărit. Totuși, chiar și la Munții Stirling, stratul de nea arareori depășește 5 cm grosime și se topește în decurs de o zi de la depunere. 
Cea mai mare temperatură înregistrată, de 50,5 °C, a fost la Mardie Station, la 19 februarie 1998. Cea mai scăzută temperatură înregistrată a fost de −7,2 °C, la Observatorul "Eyre Bird", la data de 17 august 2008.

## Economia
Statul Australia de Vest este bogat în resurse minerale, în special în: aur, fier, nichel, aluminiu, diamante, precum și importante rezerve de țiței, cărbune și gaze naturale. Industria extractivă este foarte dezvoltată. Industria metalurgică ocupă de asemenea un loc important în regiune, în special industria siderurgică.

## Istoric
Primii europeni, ce au cercetat coasta de vest a regiunii au fost olandezii, sub conducerea lui Dirk Hartog. În 1826 este înființată prima colonie britanică, King George Sound. În 1901 devine stat autonom, ca parte a federației australiene, sub coroană britanică.